# Volus Jones
Pour les articles homonymes, voir Jones.
Volus Jones (17 novembre 1913 - 3 mai 2004) était un animateur américain ayant travaillé au sein de nombreux studios dont Studios Disney.
D'après l'Animation Guild, il a fait partie entre 1934 et 1982 des studios suivants: Harman-Ising Studio, Disney, Alexander, Columbia Pictures, Famous Studios, Jack Kinney Productions, TV Spots, Warner Bros, United Productions of America (UPA), Bakshi, Fred Calvert, Krantz et Hanna-Barbera

## Biographie
Il commence sa carrière dans l'animation en 1934 au sein du Harman-Ising Studio. En 1942, il rejoint les studios Disney comme animateur sur un court métrage de Donald Duck mais quitte rapidement le studio.
Entre 1944 et 1946, il travaille pour Columbia Pictures avant de retourner chez Disney en 1947 et ce jusqu'en 1956.
Entre 1960 et 1962, il travaille dans plusieurs studios dont UPA ou pour King Features Syndicate dans Famous Studios, Jack Kinney Productions et TV Spots.
À partir de 1967, il rejoint Warner Bros. Animation.

## Filmographie
- 1942 : Le Jardin de Donald
- 1944 : Dog, Cat, and Canary
- 1944 : Tangled Travels
- 1944 : Kickapoo Juice
- 1945 : The Egg-Yegg
- 1945 : Rippling Romance
- 1945 : Treasure Jest
- 1945 :  Carnival Courage
- 1946 : Unsure Runts
- 1947 : Straight Shooters
- 1947 : Clown of the Jungle
- 1947 : Foul Hunting
- 1947 : Mail Dog
- 1947 : Donald chez les écureuils
- 1948 : They're Off
- 1948 : Bone Bandit
- 1948 : Inferior Decorator
- 1948 : Soup's On
- 1948 : Le petit déjeuner est servi
- 1948 : Donald et les Fourmis
- 1949 : Donald's Happy Birthday
- 1949 : Donald forestier
- 1949 : Honey Harvester
- 1949 : The Greener Yard
- 1949 : Slide Donald Slide
- 1949 : Donald et son arbre de Noël
- 1950 : Lion Around
- 1950 : La Roulotte de Donald
- 1950 : Hook, Lion and Sinker
- 1950 : Donald à la plage
- 1950 : Donald blagueur
- 1951 : Dude Duck
- 1951 : Une partie de pop-corn
- 1951 : Donald pilote d'essai
- 1951 : Lucky Number
- 1951 : Bon pour le modèle réduit
- 1951 : Donald et la Sentinelle
- 1952 : Le Verger de Donald
- 1952 : Tic et Tac séducteurs
- 1952 : Let's Stick together
- 1952 : Uncle Donald's Ants
- 1952 : Donald et la Sorcière
- 1952 : L'Arbre de Noël de Pluto
- 1953 : La Fontaine de jouvence de Donald
- 1953 : Le Nouveau Voisin
- 1953 : Rugged Bear
- 1953 : Les Cacahuètes de Donald
- 1953 : Canvas Back Duck
- 1954 : Spare the Rod
- 1954 : Le Dragon mécanique
- 1954 : Grin and Bear it
- 1954 : The Flying Squirrel
- 1955 : Un sommeil d'ours
- 1955 : Donald et les Abeilles
- 1955 : Donald flotteur de bois
- 1956 : How to Have an Accident in the Home